# Моцак, Григорий Иванович
Григорий Иванович Моцак (  6 июня 1928, село Котлярка, теперь Попельнянского района Житомирской области — 2 августа 2002, город Ровеньки Луганской области) — украинский советский деятель, шахтер, новатор производства в угольной промышленности. Герой Социалистического Труда (1971). Член ЦК КПУ в 1976—1986 г. Депутат Верховного Совета СССР 8-11-го созывов.

## Биография
В 1944—1947 г. — колхозник. С 1947 года работал на шахтах Сталинской и Ворошиловградской областей рабочим очистного забоя шахты.
В 1950—1955 г. — служба в Советской армии.
С 1955 года работал проходчиком, а с 1966 года — бригадиром комплексной бригады рабочих очистного забоя шахты № 3 «Дарьевская» треста «Фрунзеуголь» комбината «Донбассантрацит» города Ровеньки Луганской области. Один из инициаторов Всесоюзного социалистического соревнования за эффективное использование горной техники и высокопроизводительный труд.
В 1969 году его бригада поставила всесоюзный рекорд производительности труда на одного работающего — 4129 тонн в месяц.
Член КПСС с 1963 года.
Образование среднее специальное.
С 1971 г. — бригадир комплексной бригады горнорабочих очистного забоя шахтоуправления имени Космонавтов производственного объединения «Донбассантрацит» (затем — «Ровенькиантрацит» города Ровеньки Ворошиловградской области.
Потом — на пенсии в городе Ровеньки Луганской области.

## Награды
- Герой Социалистического Труда (30.03.1971)
- два ордена Ленина (,30.03.1971)
- орден Октябрьской Революции
- медали
- заслуженный шахтер Украинской ССР
- почетный гражданин города Ровеньки (5.09.1967)

## Ссылка
- [leksika.com.ua/17720904/ure/motsak Моцак Григорий Иванович]
- https://infourok.ru/iscledovatelskaya-rabota-na-temu-moi-zemlyaki-geroi-socialisticheskogo-truda-2453469.html